# シーナカリンウィロート大学
シーナカリンウィロート大学（英語: Srinakharinwirot University、公用語表記: มหาวิทยาลัยศรีนครินทรวิโรฒ）は、タイ王国, バンコクに本部を置くタイ王国の国立大学。1949年創立、1974年大学設置。大学の略称はมศว(モーソーウォー), SWU。
バンコク都心部の一つであるスクンビットエリアに位置するSWUの都市型キャンパスは、BTSアソーク駅から徒歩約15分、MRTスクンビット駅から徒歩約11分、MRTペッチャブリー駅から徒歩約7分の場所とアクセスしやすく、ソーシャルイノベーション啓蒙の一環で、毎週金曜日の夜限定でSWU大学構内にナイトマーケットスペースを提供し、フードトラックや音楽ライブを学生と市民が共に楽しめる環境を構築している。

## 概要
1949年創立の高等師範学校を母体として、1974年にプミポン国王陛下の勅令によりシーナカリンウィロート大学(SWU)が設立された。大学名称は国王ラーマ9世（通称プミポン国王）の母親であるシーナカリンタラー＝ボーロマラーチャチョンナニー王太后にちなんでいる。スクールカラーは、 グレー（知性）、  レッド（勇敢さ）である。
SWUは元来、本校のプラサンミットキャンパスと分校のパトゥムワン、バンセーン、ピッサヌローク、マハーサーラカーム、ソンクラー、バンケン、パラ・スクサキャンパスの計8つのキャンパスを要する大規模大学であった。プラサンミット本キャンパスは現在も、大学本部を置いており、パトゥムワンキャンパスは現在、教育機関であるパトゥムワンデモンストレーションスクールとして存在している。その他分校は、新しい大学として独立し、ブラパー大学（旧バンセーンキャンパス）、ナレースワン大学（旧ピッサヌロークキャンパス）、マハーサーラカーム大学（旧マハーサーラカームキャンパス）、タクシン大学（旧ソンクラー キャンパス）となった（バンケンキャンパスは閉鎖、パラ・スクサキャンパスは体育学部としてオンカラックキャンパスに移転）。現在も母体のSWUとは良好な関係を築いている。
THE世界大学ランキングでのImpact Ranking 2021によるGlobal Impactでタイ国内第11位、世界第401-500位となっている。THEインパクト・ランキングは、国連の17の持続可能な開発目標（SDGs）を用いて大学が評価されており、SWUは、SDGsの「SDG2（飢餓をゼロに ）」、「SDG3（健康と福祉）」と「SDG12（つくる責任、つかう責任）」においてタイ国内TOP10にランクされている。

## 教育

### 学部
- 医学部
- 歯学部
- 薬学部
- 看護学部
- 教育学部
- 経営学部
- 経済学部
- 社会科学部
- 人文学部
- 環境文化･観光学部
- 美術学部
- 工学部
- 農学部
- 理学部
- 理学療法学部
- 体育学部

### カレッジ
- ソーシャルコミュニケーションイノベーションカレッジ
- クリエイティブインダストリーカレッジ

## 日本の学生交流協定校
- 東京外国語大学
- 神田外語大学
- 東京女子大学
- 明治大学
- 青山学院大学
- 日本大学
- 東洋大学
- 埼玉大学
- 金沢大学
- 信州大学
- 静岡大学
- 大阪大学
- 大阪公立大学
- 大阪医科薬科大学
- 兵庫県立大学
- 龍谷大学
- 鳴門教育大学
- 山口大学
- 九州歯科大学

## 出身者
- アイス・サランユー - 俳優
- アーナン・ウォン（Yin） - 俳優
- ウィーラユット・チャンスック（Arm） - 俳優
- カナパン・プイトラクーン（First） - 俳優
- キッティポップ・セーリーウィチヤサワット（Satang） - 俳優
- コーラパット・クッパン（Nanon） - 俳優
- コーン・クナーティプアピシリ（Oaujun） - 俳優
- シワット・チャムローンクン（Mark） - 俳優
- ジラワット・スティワニッチャサック（Dew） - 俳優
- スパポン・ウドムケーオカンチャナー（Saint） - 俳優
- ターナット・ロークンナソムバット（Lee） - 俳優
- タコーン・プロムサティックン（Lotte） - 俳優
- タナポン・スクムパンタナーサーン（Perth） - 俳優
- タレイ・スグンディクン（Lay） - 俳優
- チャヤポン・ジュターマー（AJ） - 俳優
- チャヤコーン・ジュターマー（JJ） - 俳優
- チョンラトーン・コーンインヨーン（Captain） - 俳優
- ティパナリー・ウィーラワトノドム（Namtan） - 俳優
- ティーパコーン・クワンブーン（Prom） - 俳優
- ティーラパット・ローハナン（Fluke） - 俳優
- ナッタポン・パートーン（Benz） - 俳優
- パーフン・チヤチャルーン（Marc） - 俳優
- パーヌワット・カートーンタウィー（Copter） - 俳優
- パッタラーニット・リンパティッヤーコーン（Love） - 俳優
- パワット・チットサワンディ（Ohm） - 俳優
- ピラパット・ワタナセッシリ（Earth） - 俳優
- ベンヤーパー・ジーンプラソーム（View） - 俳優
- ポンティワット・タンワンチャルーン（Blue） - 俳優
- アムナー・カウクルアムアン  - 観光学者